# Novoaleksandrovsky (huyện)
Huyện Novoaleksandrovsky (tiếng Nga: ? райо́н) là một huyện hành chính tự quản (raion), của Vùng Stavropol, Nga. Huyện có diện tích 2021 kilômét vuông, dân số thời điểm ngày 1 tháng 1 năm 2000 là 66200 người. Trung tâm của huyện đóng ở Novoaleksandrovsk.